# Vigny (Val-d'Oise)
Vigny è un comune francese di 1 098 abitanti situato nel dipartimento della Val-d'Oise nella regione dell'Île-de-France.

## Società

### Evoluzione demografica
Abitanti censiti